# Liste der Biografien/Fez
Liste der Biografien |
Portal Biografien |
Personensuche
# |
A |
B |
C |
D |
E |
F |
G |
H |
I |
J |
K |
L |
M |
N |
O |
P |
Q |
R |
S |
T |
U |
V |
W |
X |
Y |
Z |
?
 
Fa |
Fe |
Ff |
Fh |
Fi |
Fj |
Fk |
Fl |
Fm |
Fn |
Fo |
Fr |
Ft |
Fu |
Fy
 
Fea |
Feb |
Fec |
Fed |
Fee |
Fef |
Feg |
Feh |
Fei |
Fej |
Fek |
Fel |
Fem |
Fen |
Feo |
Fer |
Fes |
Fet |
Feu |
Fev |
Few |
Fey |
Fez
Die Liste der Biografien führt alle Personen auf, die in der deutschsprachigen Wikipedia einen Artikel haben. Dieses ist eine Teilliste mit 8 Einträgen von Personen, deren Namen mit den Buchstaben „Fez“ beginnt.

## Fez

### Feza
- Feza, Mongezi (1945–1975), südafrikanischer Jazzmusiker

### Feze
- Fezer, Gerhard (1938–2014), deutscher Jurist und Hochschullehrer
- Fezer, Jesko (* 1970), deutscher Architekt, Autor und Professor
- Fezer, Johann Jacob (1760–1844), Jurist, Publizist, Konsistorialrat und Bürgermeister in Reutlingen
- Fezer, Karl (1891–1960), deutscher evangelischer Theologe, Professor für Praktische Theologie und Rektor der Universität Tübingen
- Fezer, Karl-Heinz (* 1946), deutscher Rechtswissenschaftler
- Fezer, Viktor Josef (1861–1927), deutscher Verwaltungsbeamter

### Fezz
- Fezzardi, Giuseppe (* 1939), italienischer Radsportler